# Linfócitos T gama/delta
As células T γδ (gama delta) representam um sub-grupo de células T que possuem um receptor de células T (TCR, do inglês T cell receptor) distinto à sua superfície. A maioria das células T têm um TCR composto por duas cadeias glicoproteicas chamadas cadeias do TCR α- e β-. Nas células T γδ o TCR é formado não por estas cadeias mas por outras, a cadeia γ- e a δ-.
Definição
As células T gama-delta constituem uma pequena população de células T que expressam proteínas receptoras antigênicas que se assemelham àquelas das células T CD4+ e CD8+, mas que não são idênticas. (ABBAS, LITCHMAN, PILLAI, 2012)
Esses linfócitos do tipo T são capazes de reconhecer antígenos não proteicos sem a participação do MHC (complexo principal de histocompatibilidade) de classe I ou de classeII. Elas são populações que representam exceções à regra segundo a qual células T só podem conhecer peptídeos associados ao MHC. As células T gama-delta reconhecem tipos diferentes de antígenos, incluindo algumas proteínas e lipídeos, bem como pequenas moléculas fosforiladas e alquil aminas. Esses antígenos não são apresentados por moléculas do MHC, e as células T gama-delta não são restritas ao MHC. (ABBAS, LITCHMAN, PILLAI, 2012)
Os receptores dos antígenos de muitas células gama-delta têm diversidade limitada sugerindo que esse tipo de célula pode ter evoluído para reconhecer um pequeno grupo de micro-organismos. Em razão dessa característica, essas células T estão muitas vezes nos cruzamentos da imunidade adaptativa e inata. Além disso, esses tipos de células são abundantes nos tecidos epiteliais, como no trato gastrintestinal. (ABBAS, LITCHMAN, PILLAI, 2012)
A formação dessas células se dá por diferenciação das células-tronco hematopoiéticas(CTH) pluripotentes e, no caso das células T gama-delta, que são a maior parte derivadas das CTH do fígado fetal.(ABBAS, LITCHMAN, PILLAI, 2012)
Na diferenciação, o Timo constitui o principal local de maturação das células T. Os precursores que são progenitores que entram pelo timo pela corrente sanguínea e as células T em desenvolvimento no timo são denominados timócitos. Os timócitos mais imaturos são encontrados no seio subcapsular e na região cortical externa do timo. Desses locais, os timócitos migram para o córtex e através dele, onde ocorre a maioria dos eventos subsequentes da maturação. É no córtex que os timócitos expressam, pela primeira vez, os TCR gama-delta. Nos humanos, a expressão do TCR gama-delta começa em torno de 9 semanas de gestação.(ABBAS, LITCHMAN, PILLAI, 2012)
As diferentes populações de células T gama-delta podem desenvolver em momentos distintos, durante a ontogenia, contêm regiões variáveis diferentes, residem nos diferentes tecidos e têm uma capacidade limitada para recircular entre esses tecidos[u1] .(ABBAS, LITCHMAN, PILLAI, 2012)

1.        [u1]Poderia inserir uma imagem;
2.       Referenciar no texto de onde retirou as informações;
3.       3. Listar as referências que utilizou
ABBAS,A.K.; LICHTMAN,A.H.; PILLAI,S. Imunologia Celular e Molecular. Sétima edição. Editora Elsevier. 2012.